# Markus Gertken
Markus Gertken (* 1966 in Cloppenburg) ist ein deutscher Schauspieler.

## Leben

### Ausbildung und Karrierebeginn
Markus Gertken stammt aus einer künstlerisch affinen Familie. Sein Vater Heinrich Gertken, Leiter der Geschäftsstelle der Landwirtschaftskammer Cloppenburg, gehörte 1949 zu den Gründungsmitgliedern und Schauspielern auf der Waldbühne Ahmsen. Markus Gertken wuchs in seiner Heimatstadt auf, wo er 1985 am Clemens-August-Gymnasium sein Abitur ablegte. Seine Schauspielausbildung erhielt er von 1988 bis 1991/1992 an der Otto-Falckenberg-Schule in München, wo Kurt Hübner und Dieter Dorn zu seinen Lehrern gehörten. Sein erstes Theaterengagement hatte er am Deutschen Theater Berlin; danach folgten einige Jahre als festes Ensemblemitglied am Theater Basel. 1996 wechselte Gertken an das Schauspielhaus Köln. Dort war der Anfang seiner regelmäßigen Zusammenarbeit mit dem Regisseur Torsten Fischer. Bis 2005 trat er am Schauspiel Köln in zahlreichen Inszenierungen auf. Er spielte unter Fischers Regie u. a. die Titelrolle in Liliom (1996), Alfons Klostermeyer in Glaube Liebe Hoffnung (2002), Alwa Schön in Lulu (2003) und Andri in Max Frischs Andorra (2005). In der Spielzeit 2003/04 übernahm er am Schauspielhaus Köln den Sekretär Wurm Schillers Trauerspiel Kabale und Liebe (Regie: Michael Talke).
2001 übernahm er an der Oper Köln die Sprechrolle des Bassa Selim in Torsten Fischers umstrittener Inszenierung von Mozarts Singspiel Die Entführung aus dem Serail. Die Inszenierung, in der Gertken als Bassa Selim auch fast sämtliche Dialoge der übrigen Personen sprach, wurde mit heftigen Missfallenskundgebungen aufgenommen. 2002 gastierte er erstmals am Theater in der Josefstadt in Wien; er spielte dort Sloane in Joe Ortons Schauspiel Seid nett zu Mr. Sloane (Regie: Günter Krämer).

### Wechsel nach Berlin
2003 ging Gertken beruflich nach Berlin. Ab 2003 war er festes Ensemblemitglied an der Berliner Schaubühne. Er spielte dort u. a. Vincent in Der Würgeengel von Karst Woudstra (Regie: Thomas Ostermeier, 2003), Diomedes in Troilus und Cressida (Regie: James Macdonald, 2005) und als Oberon in Ein Sommernachtstraum, frei nach Motiven von William Shakespeare (Regie/Choreographie: Thomas Ostermeier, Constanza Macras, 2006), den er als „lüsternen Liebhaber in Minislip und Cowboybut“ darstellte.
Ab 2005 spielte er regelmäßig am Renaissance-Theater in Berlin.
2006 spielte er die Rolle von Kenneth Snell in der deutschsprachigen Erstaufführung der Komödie Verdammt lange her von Michael Frayn; Regie führte Torsten Fischer. 2008 trat er dort gemeinsam mit Nicole Heesters in dem Theaterstück Mutters Courage von George Tabori auf; Regie führte Torsten Fischer. Heesters/Gertken hatten diese Inszenierung zuvor bereits erfolgreich an den Hamburger Kammerspielen präsentiert. 2010 spielte er dort in der Komödie Schöne Bescherungen von Alan Ayckbourn an der Seite von David Bennent, Anna Böttcher und Julia Stemberger; Regie führte Tina Engel.

### Gastspiele
In der Spielzeit 2005/06 gastierte er am Wiener Akademietheater. Er spielte dort unter der Regie von Thomas Ostermeier die Rolle des Ragnar Brovik in Henrik Ibsens Schauspiel Baumeister Solness. Die Inszenierung wurde vom ORF auch für das Fernsehen aufgezeichnet. 2008 spielte er am Volkstheater Wien unter der Regie von Antoine Uitdehaag in der österreichischen Uraufführung von Ein spanisches Stück von Yasmina Reza. 2010 trat er an der Staatsoper Unter den Linden in Torsten Fischers Inszenierung des Musiktheaters Hölderlin – eine Expedition von Peter Ruzicka auf. 2011 übernahm er am Ernst Deutsch Theater in Hamburg die Titelrolle in Kleists Lustspiel Amphitryon. 2011/2012 gastierte er am Berliner Ensemble, als Alwa Schön in Lulu, in einer Inszenierung von Robert Wilson. 2012 kehrte er für eine Gastspielserie ans Wiener Theater in der Josefstadt zurück, er spielte, neben Helmut Lohner und Ulli Maier als Elternpaar, den Sohn Jamie in Eines langen Tages Reise in die Nacht (Regie: Torsten Fischer). 2013 spielte er, unter der Regie von Jean-Claude Berutti, in der Uraufführung des Theaterstücks Total Glücklich von Silke Hassler in den Wiener Kammerspielen des Theaters in der Josefstadt; seine Partnerin war Emanuela von Frankenberg. In der Spielzeit 2016/17 trat er am Staatstheater am Gärtnerplatz in München als Oswald in der Oper King Arthur auf. 2018 gastierte er an der Schaubühne Berlin und wieder am Renaissance-Theater in Berlin.

### Auftritte in Bad Hersfeld
Mehrfach gastierte Gertken seit 2008 bei den Bad Hersfelder Festspielen auf der Bühne der Bad Hersfelder Stiftsruine. 2008 spielte er dort den Heerführer Lionel in Die Jungfrau von Orleans, 2009 dann den antiken Helden Odysseus in der Bühnenfassung der Homer'schen Odyssee, wieder einmal unter Regie von Torsten Fischer. 2010 trat Gertken in der dritten Saison in Folge bei den Bad Hersfelder Festspielen auf. Unter der Regie von Holk Freytag verkörperte er die Titelrolle in Schillers Schauspiel Wilhelm Tell. Für seine Darstellung des Wilhelm Tell als „natur- und freiheitsliebender Individualist, der unfreiwillig in die Mühlen der Macht gerät“, erhielt er 2010 den Publikumspreis als „Bester Darsteller“ der Bad Hersfelder Festspiele.
Im Sommer 2011 spielte er in Bad Hersfeld den Affenkönig „Louis“ in einer Bühnenfassung des Dschungelbuchs. 2013 und 2014 war er in Bad Hersfeld der Inquisitor und Hexenjäger Bernard Gui in einer Bühnenfassung von Der Name der Rose. 2014 spielte er dort außerdem die Rolle des Wilhelm Cecil, Baron von Burleigh, den Großschatzmeister und Berater von Elisabeth I. in Maria Stuart.

### Film und Fernsehen
Gertken übernahm auch einige Film- und Fernsehenrollen. Schwerpunkt seiner künstlerischen Tätigkeit ist jedoch eindeutig das Theater. 2001 wirkte er in dem Kurzfilm Die Dämonen mit, einem Abschlussfilm der Filmakademie Ludwigsburg. 2002 erhielt er als Ensemblemitglied von Die Dämonen eine Nominierung für den „First Steps Award“. 2005 wirkte Gertken unter der Regie von Danielle Proskar in einer Hauptrolle als Ehemann und Vater in dem Kinofilm Karo und der liebe Gott mit; seine Partnerin war Petra Morzé.
Gertken hatte außerdem zahlreichen Episodenrollen in TV-Serien, zunächst in Kommissar Rex (2002), Wilde Engel (2003), SOKO Wismar (2010), Notruf Hafenkante (2013; als tatverdächtiger Rockergang-Chef und Zuhälter), Alles Klara (2014; als „Wikinger“ Horst Wagenknecht) und Ein Fall von Liebe (2014; als Anlageberater und Vater der „entführten“ Kinder). Im April 2015 war er erneut in der ZDF-Krimiserie SOKO Wismar zu sehen. In der Folge Glück und Glas spielte er den Psychiater und Psychotherapeuten Dr. Oliver Marx. In der ZDF-Krimiserie SOKO Leipzig war er im Oktober 2015 ebenfalls in einer Episodenhauptrolle, als Stiefvater von zwei ermordeten jungen Mädchen aus der Cosplay-Szene, zu sehen.
Im März 2016 war Gertken in dem Fernsehfilm Keine Ehe ohne Pause auf Das Erste als Fischhändler Jörn Schröder zu sehen; er spielte den Ex-Lover der weiblichen Hauptfigur Susanne (Inka Friedrich). Im März 2016 war Gertken außerdem in der ZDF-Serie Letzte Spur Berlin in einer Episodenhauptrolle als Kriminaloberkommissar und Hobbyboxer Andreas Wiegand zu sehen. Im Rostocker Polizeiruf 110: Angst heiligt die Mittel (Erstausstrahlung: Januar 2017) verkörperte er Heiner Bockmann, der als Mörder einer Obdachlosen und Mittäter bei der Entführung eines aus der Haft entlassenen Sexualstraftäters überführt wird. Im ZDF-Krimi Kommissarin Heller: Verdeckte Spuren (Erstausstrahlung: Januar 2017) hatte Gertken eine Hauptrolle als ehemaliger Frankfurter Lehrer Jan Drexler, der als Totalaussteiger im Wald lebt und verschiedene Gelegenheitsjobs hat. Im November 2017 war Gertken in der ZDF-Serie SOKO Köln als Leiter einer betreuten Wohngruppe für Jugendliche zu sehen. In der ZDF-Krimireihe Friesland übernahm Gertken in dem im Februar 2018 erstausgestrahlten Fernsehfilm Schmutzige Deals eine der Hauptrollen als „windiger“ Agrarbauer Klaas Möldenbrok und Cousin der Serienfigur Insa Scherziger (Theresa Underberg), der zum Mörder wird, um sich an seinem jüngeren Bruder und Hoferben zu rächen. Im April 2018 war Gertken in der österreichischen Krimiserie SOKO Kitzbühel in einer Episodenrolle zu sehen, als tatverdächtiger Noch-Ehemann einer ermordeten, erfolgreichen Tankstellenbesitzerin. In der 16. Staffel der ZDF-Serie SOKO Wismar (2019) übernahm Gertken erneut eine Episodenrolle als Neurochirurg und Ehemann einer ermordeten Krankenschwester.
Markus Gertken war mit der amerikanischen Sopranistin Mary Mills verheiratet, mit der er zwei Kinder hat. Er lebt seit 2004 in Berlin.

## Filmografie
- 1993: Vehlefanz (Kurzfilm)
- 2002: Die Dämonen (Kurzfilm)
- 2002: Kommissar Rex (Fernsehserie; Folge: Senkrecht in den Tod)
- 2002: Wilde Engel (Fernsehserie; Folge: Bankrott)
- 2006: Baumeister Solness (Theateraufzeichnung)
- 2006: Karo und der liebe Gott (Kinofilm)
- 2010: SOKO Wismar (Fernsehserie; Folge: Vor Anbruch der Nacht)
- 2013: Inga Lindström: Feuer unterm Dach (Fernsehfilm)
- 2013: Notruf Hafenkante (Fernsehserie; Folge: Beinhart)
- 2014: Alles Klara (Fernsehserie; Folge: Wikinger und Indianer)
- 2014: Ein Fall von Liebe (Fernsehserie; Folge: Familienfoto)
- 2014: Polizeiruf 110: Hexenjagd (Fernsehreihe)
- 2015: SOKO Wismar (Fernsehserie; Folge: Glück und Glas)
- 2015: SOKO Leipzig (Fernsehserie; Folge: Manga-Mädchen)
- 2015: Nord bei Nordwest – Der wilde Sven
- 2016: Keine Ehe ohne Pause (Fernsehfilm)
- 2016: Letzte Spur Berlin (Fernsehserie; Folge: Gesetzeshüter)
- 2016, 2021: Alarm für Cobra 11 (Fernsehserie; Folgen: Treibjagd, Abflug)
- 2017: Polizeiruf 110: Angst heiligt die Mittel (Fernsehreihe)
- 2017: Kommissarin Heller: Verdeckte Spuren (Fernsehreihe)
- 2017: SOKO Köln (Fernsehserie; Folge: Fünf Sekunden)
- 2018: Friesland: Schmutzige Deals
- 2024: Dreißig Jahre an der Peitsche

(Fernsehreihe)
- 2018: Wilsberg: Prognose Mord (Fernsehreihe)
- 2018: SOKO Kitzbühel (Fernsehserie; Folge: Arktis)
- 2018: Tatort: Wer jetzt allein ist (Fernsehreihe)
- 2019: SOKO Wismar (Fernsehserie; Folge: Aus der Kurve)
- 2020: Auf dünnem Eis (Fernsehfilm)
- 2020: The Match
- 2022: Tatort: Tyrannenmord (Fernsehreihe)
- 2023: Transatlantic (Fernsehserie)
- 2023: Die Heiland – Wir sind Anwalt (Fernsehserie; Folge: Schafe in der Stadt)
- 2024: Blutige Anfänger (Fernsehserie; Folge: Kinder der Nacht)
- 2024: Helgoland 513 (Serie, Sky Deutschland)
- 2025: WaPo Elbe (Fernsehserie, Folge Schorf)